# WWE SmackDown! Here Comes the Pain
WWE SmackDown! Here Comes the Pain (conhecido como Exciting Pro Wrestling 5 no Japão) é um videogame de luta profissional desenvolvido pela Yuke's e publicado pela THQ para PlayStation 2 na América do Norte em 27 de outubro de 2003. É a sequência do WWE SmackDown! Shut Your Mouth, o quinto jogo da serie SmackDown! baseada na World Wrestling Entertainment (WWE), e o jogo final a ser nomeado após o programa de televisão semanal de mesmo nome.
Here Comes the Pain recebeu críticas "geralmente favoráveis" dos críticos e "aclamação universal" dos usuários. O jogo seria sucedido pelo WWE SmackDown! vs. Raw em 2004.

## Jogabilidade
Os jogos introduziram um sistema de luta mais complicado, mantendo a jogabilidade rápida da série.
Juntamente com um novo sistema de grappling, exibições de dano corporal e medidores de submissão (tanto para a pessoa que aplica o movimento quanto para a pessoa que sai do movimento), bem como a capacidade de quebrar a submissão ao tocar as cordas e escalas de personagens individuais que consistia em estatísticas (como força, resistência e velocidade) foram todos introduzidos pela primeira vez. Here Comes the Pain também marca a primeira vez que a Elimination Chamber e o Bra and Panties Match seriam apresentados em um jogo de luta livre.
Juntamente com uma lista jogável de mais de 50 Superstars que eram membros ativos da lista da WWE no momento do lançamento do jogo, lendas foram introduzidas pela primeira vez, incluindo lutadores aposentados como Jimmy "Superfly" Snuka e "Rowdy" Roddy Piper, como bem como antigas iterações de lutadores atuais, como The Undertaker com seu personagem dos anos 1990. Também marca a última vez que The Rock e Stone Cold Steve Austin apareceriam em um jogo da WWE como não-lendas, e é o primeiro jogo da WWE a apresentar os futuros pilares John Cena, Batista e Rey Mysterio como personagens jogáveis. É também o primeiro jogo a apresentar Kane sem sua máscara.
Atualizações adicionais vieram no Modo Temporada, com decisões (como para onde você queria ir e o que você queria fazer em seguida) sendo feitas em uma nova tela de menu em seu vestiário, enquanto os jogadores podiam entrar na sala do Gerente Geral para pedir disputas de título e interruptores de marca. Existem vários títulos para perseguir, dependendo se você for ao SmackDown! ou Raw.

## Desenvolvimento
A versão de desenvolvimento contou com Jeff Hardy, Hulk Hogan (junto com seu alter-ego Mr. America e sua aparição nos anos 80) e The Ultimate Warrior. Hogan e Hardy foram removidos do jogo quando deixaram a WWE e Warrior foi omitido devido a uma disputa legal com a empresa. Dados para outros lutadores omitidos, incluindo Al Snow, Spike Dudley, Billy Kidman, Billy Gunn, William Regal, Bradshaw, Molly Holly e 3-Minute Warning permanecem nos discos finais, com nenhum deles tendo qualquer modelo de personagem finalizado. O conceito de ter várias versões de Hogan em um jogo foi finalmente incluído com o lançamento do WWE SmackDown! vs. Raw 2006.

## Recepção
WWE SmackDown! Here Comes the Pain recebeu um prêmio de vendas "Platinum" da Entertainment and Leisure Software Publishers Association (ELSPA), indicando vendas de pelo menos 300.000 cópias no Reino Unido.
O jogo recebeu críticas "geralmente favoráveis" dos críticos, de acordo com o agregador de críticas Metacritic.
A IGN chamou o jogo de "um dos melhores jogos de luta livre que já jogamos ... Com sua mecânica de jogo ultra-aprimorada, mecanismo visual aprimorado, modo de carreira mais inteligente e recurso de criação de personagem estabelecido, Yuke e THQ são definitivamente os caminho para o sucesso." GameSpot disse: "O que o jogo carece de inovação, no entanto, é mais do que compensado em pura jogabilidade.", e há tanta variedade aqui que não seria exagero dizer que você pode jogar este de agora até o próximo SmackDown sem ficar entediado ou ficar sem coisas para fazer." GMR disse: "Submission move finalmente faz sentido, graças a um sistema lógico de danos baseado em localização, e os pesos dos lutadores são apresentados com precisão."
Outros comentários foram mais mistos. A revista Oficial US PlayStation o chamou de "o primeiro jogo da série que tenta acomodar os dois lados combinando ação rápida com os elementos técnicos do wrestling, e funciona - quase". No Japão, a Famitsu deu uma pontuação de 29 em 40.

### Indicações
| Distribuidora:                         | Categoria:         | Resultado:                  |
| -------------------------------------- | ------------------ | --------------------------- |
| 1st British Academy Video Games Awards | Sports Game        | Indicado[carece de fontes?] |
| 2003 Spike Video Game Awards           | Best Sports Game   | Indicado[carece de fontes?] |
| 2003 Spike Video Game Awards           | Best Fighting Game | Venceu                      |

## Roster
| Raw              | SmackDown        | Divas         | Divas             | Lendas                          |
| Raw              | SmackDown        | Raw           | SmackDown         | Lendas                          |
| ---------------- | ---------------- | ------------- | ----------------- | ------------------------------- |
| Booker T         | A-Train          | Jazz          | Sable             | Animal                          |
| Bubba Ray Dudley | Batista          | Lita          | Stephanie McMahon | George Steele                   |
| Chris Jericho    | Big Show         | Stacy Keibler | Torrie Wilson     | Hawk                            |
| Christian        | Brock Lesnar     | Trish Stratus |                   | Hillbilly Jim                   |
| D-Von Dudley     | Charlie Haas     | Victoria      |                   | Iron Sheik                      |
| Eric Bischoff    | Chavo Guerrero   |               |                   | Jimmy Snuka                     |
| Goldberg         | Chris Benoit     |               |                   | Nikolai Volkoff                 |
| Goldust          | Eddie Guerrero   |               |                   | Roddy Piper                     |
| Hurricane        | Edge             |               |                   | Sgt. Slaughter                  |
| Kane             | John Cena        |               |                   | Ted Dibiase Sr.                 |
| Kevin Nash       | Kurt Angle       |               |                   | The Undertaker (Roupa Clássica) |
| Lance Storm      | Matt Hardy       |               |                   |                                 |
| Randy Orton      | Rey Mysterio     |               |                   |                                 |
| Ric Flair        | Rhyno            |               |                   |                                 |
| Rob Van Dam      | Rico             |               |                   |                                 |
| Rodney Mack      | Rikishi          |               |                   |                                 |
| Scott Steiner    | Sean O'Haire     |               |                   |                                 |
| Shawn Michaels   | Shelton Benjamin |               |                   |                                 |
| Steve Austin     | Tajiri           |               |                   |                                 |
| Steven Richards  | Ultimo Dragon    |               |                   |                                 |
| Test             | Undertaker       |               |                   |                                 |
| The Rock         |                  |               |                   |                                 |
| Triple H         |                  |               |                   |                                 |
| Val Venis        |                  |               |                   |                                 |